# Светлана Илић
Светлана Илић (рођена 12. август 1972) је бивша српска одбојкашица, а сада одбојкашки тренер. За репрезентацију Србије и Црне Горе наступала је 2003. године на Европском првенству. Светлана Илић је започела тренерску каријеру као помоћни тренер сениорске репрезентације Белгије у сезони 2005/06. У сезони 2008/09. завршила је играчку каријеру и посветила се тренерском послу. Исте сезоне именована је за тренера белгијског Шарлоа са којим је одмах освојила титулу. Наредне године именована је за тренера швајцарског тима Волеро Цирих. са Волером је освојила две титуле првака Швајцарске и два купа Швајцарске, a 2011. године су стигли и до четвртфинала Лиге шампиона. Од 2010. године је такође први тренер репрезентације Швајцарске. Од септембра 2012. године до јануара 2014. године тренирала је руски тим Динамо из Москве.